# カルロス西尾
カルロス ニシオ セルバンテス（かるろす にしお せるばんてす）は、大阪府出身のマジシャン。父親は日本人。マジックを演じる際の『コケカキイキイ、タリラリラン』という呪文や、観客がマジックに驚いたときの『カクガリータ』という、ポーズつきの決めゼリフでブレイクした。マジシャンの中では珍しく、子供向けに簡単な種明かしをすることが多い。JCMA(日本クロースアップマジシャンズ協会) 会員。ドーベルマンの愛好家としても知られている。

## 経歴
幼少期はいじめられてばかりであり、親には殴られて育った。万引きに手を染めていた事もあった。9歳の誕生日プレゼントに手品セットをもらったこと、その時に入ってきた転校生に影響されて人格を変えた事で学校のクラスから注目を浴びるようになった。中学生になって道具を使うマジックにクラスメイトが飽きてくると、万引きによる手先の器用さ、親に殴られないために顔色をうかがう技術を使って、メンタルマジックを始めた。だが、同時に少年鑑別所の常連になるほど素行が悪くなっていき、出席不足だった高校は音大への合格によって卒業できた程だった。その後も数多くの悪行を繰り返していく生活をしていた。しかし、迷い犬を届けた時にその飼い主が喜ぶ姿を見て自身の心の中にある暖かい感情を思い出したことで悪人を貫き続ける事はできないと気づき、マジシャンの道を歩む事を選んだ。その後もミュージシャンの流しのようにバーなどでマジックを披露しながら金を集め、2013年に大田区の池上に自分の店を開いた。